# Rodolfo Castillo Morales
Rodolfo Castillo Morales (* 1940 oder 1941; † 1. Oktober 2011 in Córdoba, Argentinien) war ein argentinischer Therapeut, Rehabilitationsarzt und Schöpfer der nach ihm benannten therapeutischen Konzepts.

## Leben
Rodolfo Castillo Morales wurde 1940 oder 1941 in Argentinien (Geburtsort und -datum sind nicht belegt) als eines von neun Kindern einer italienisch-kreolischen Mutter und eines spanischen Vaters geboren. Er verbrachte seine Jugend in der Provinz Entre Ríos, wo er schon früh mit den Problemen der lokalen Arbeiter in Berührung kam. Er beobachtete die Lebens- und Verhaltensweisen, die Sitten und Weltanschauungen der verschiedenen in Nordargentinien beheimateten indigenen Ethnien. Ein besonderes Augenmerk richtete er auf die persönlichen Kontakte in ihren Familien. Er trat auch als Pantomime auf, was für seine Interessen in der Methodik der zwischenmenschlichen Kommunikation charakteristisch war.
Castillo Morales absolvierte 1968 ein Medizinstudium in Córdoba und wurde in therapeutischer Unterstützung für Rehabilitation ausgebildet. Nach Beendigung des Studiums arbeitete er zunächst in Marokko, um sich anschließend an der Universität Madrid zum Facharzt für Rehabilitation ausbilden zu lassen. Er studierte und wendete viele therapeutische Methoden an, insbesondere das Bobath-Konzept (1965 in Brasilien), das für ihn eine Inspiration für die Schaffung der Grundlagen seiner eigenen therapeutischen Methodologie wurde. Nach Abschluss der Facharztausbildung eröffnete er 1972 in Córdoba ein eigenes Rehabilitationszentrum, das „Centro Modelo de Reeducación“.
In Europa stellte er 1977 zum ersten Mal seine eigenen Ideen und Methoden vor, die auf der Massage motorischer Körper- und Gesichtsbereiche für Kinder mit Hypotonie basierten. Er verbrachte ein Jahr in München im dortigen Kinderzentrum, wo er seine Methode verbesserte und sein Wissen vertiefte. Das Zentrum in Córdoba wurde dank der Unterstützung der Aktion Sonnenschein München bis 2006 systematisch erweitert.
Er starb am 1. Oktober 2011 in Córdoba.

## Castillo-Morales-Konzept
Das von Castillo Morales entwickelte Konzept wurde zunächst „Orofaziale Regulationstherapie“ genannt. Später wurde die Verbesserung der Haltung des gesamten Körpers unter dem Begriff „neuromotorische Entwicklungstherapie“ mit einbezogen. Heute wird beides unter dem Begriff „Castillo-Morales-Konzept“ zusammengefasst.
Die Arbeit im Rahmen dieses Konzeptes konzentriert sich auf die Behandlung von
- Kindern mit muskulärer Hypotonie
- Kindern mit retardierter sensomotorischer Entwicklung
- Neugeborenen mit Saug- und Schluckstörungen
- Frühgeborenen
- Patienten mit orofazialen oder kraniofazialen Struktur- und Funktionsstörungen (z. B. durch Fazialisparesen, neuromuskulären Erkrankungen, Schädel-Hirn-Traumata, Dysphagien, peripheren Paresen oder Mehrfachbehinderungen).

Das wesentliche Ziel der therapeutischen Arbeit ist die Verbesserung der Teilhabe der Patienten an deren Alltag durch größtmögliche Selbstbestimmung und Selbständigkeit. Dies versuchte Castillo Morales zu erreichen durch
- Verbesserungen der Kommunikationsmöglichkeiten
- Förderung der körpereigenen Wahrnehmung zur Unterstützung der sensomotorischen Entwicklung
- Regulation des Muskeltonus durch Berühren, Streichen, Druck, Zug und Vibration
- Verbesserung der orofazialen Funktionen für Aktivitäten wie Saugen, Schlucken, Kauen und Speichelflusskontrolle
- Unterstützung von Haltung, Position und Bewegung, um handeln zu können
- Gestaltung von Essen und Trinken als sozialem Erlebnis
- Verbesserung der Atmung

Seine Theorie gründet auf der Beobachtung der sozialen Interaktion, die er unter der indigenen Bevölkerung Argentiniens gemacht hatte. Wesentlich dafür ist die Kommunikation. So besteht die erste Aufgabe des Therapeuten darin, neben verbaler Kommunikation auch taktile oder visuelle (Blick, Mimik oder Gesten) Signale wahrzunehmen, um beispielsweise auch schwer beeinträchtigten Menschen oder Säuglingen Verständigungsmöglichkeiten anzubieten, um so deren Kommunikationsmöglichkeiten zu fördern.
Im Weiteren besteht das Konzept aus sechs Grundzügen, um das genannte Ziel zu erreichen:
- Fundiertes Wissen des Therapeuten über die funktionelle Anatomie des Menschen und biomechanische Zusammenhänge, insbesondere auch des orofazialen Komplexes, ist Voraussetzung. Castillo Morales hat beobachtet, dass schon geringe Änderungen der Körperhaltung die Aktivität des orofazialen Bereichs beeinflussen können.
- Elemente aus der Erziehung und dem Zusammenleben der Menschen aus Castillo Morales’ Heimat, wie enger Körperkontakt, auch in der Therapie, finden unter dem Begriff lateinamerikanische Anthropologie Einzug.
- Aktuelle Kenntnisse der Neurophysiologie, insbesondere über das motorische Lernen, die Körperhaltung und Bewegung, Wahrnehmungsphysiologie sowie die physiologischen Abläufe von Saugen, Kauen und Schlucken, schaffen die Voraussetzung für die Erstellung eines Therapiekonzeptes.
- Unter dem Stichwort Ökologie werden sowohl das individuelle soziale sowie das räumliche Umfeld des Patienten betrachtet.
- Castillo Morales fordert in seiner Philosophie ein humanistisches Menschenbild, das auf respektvollem Umgang der Therapeuten und Ärzte mit dem Patienten (und dessen Bezugspersonen) beruht. Die Therapeuten und Ärzte sollen den Patienten nicht defizitorientiert, sondern ressourcenorientiert betrachten: Vorhandene Fähigkeiten des Patienten sollen erkannt und gestärkt werden, um die Eigenmotivation zu verbessern.
- Seine Pädagogik zielt darauf ab, den Patienten zu motivieren und ihn zu befähigen, seine Fähigkeiten und Fertigkeiten selbständig auszubauen. Dazu gestaltet der Therapeut das Umfeld und gibt Hilfestellungen und Impulse, die mit einer Verbesserung der Fähigkeiten zunehmend zurückgenommen werden, um die Selbständigkeit und Verbesserung der Teilhabe zu fördern.

Verschiedene ärztliche und therapeutische Disziplinen sollen eng zusammenarbeiten, um durch eine einheitliche und abgestimmte Herangehensweise größtmögliche Fortschritte beim Patienten zu erreichen.

### Kritik
Anwender des Konzeptes berichten, dass Kinder motivierter, aufmerksamer und kontaktfreudiger werden können, da sie guten Kontakt mit den Bezugspersonen herstellen können. Allerdings sind die Erfolge des Konzeptes ausschließlich durch Verlaufsbeobachtungen oder Fallberichte dokumentiert. Eine unabhängige systematische Evaluation liegt bislang nicht vor.

### Verbreitung in Deutschland
Die Therapie nach dem Castillo Morales-Konzept ist derzeit hauptsächlich in Argentinien und Deutschland verbreitet, aber auch in Österreich, Polen, und der Schweiz. Derzeit gibt es ca. 900 ausgebildete Therapeuten in Deutschland, davon 16, die als Lehrtherapeuten befähigt sind, andere auszubilden.
Die Ausbildung zum Castillo-Morales-Therapeuten richtet sich an Physiotherapeuten, Logopäden und Ergotherapeuten sowie an Ärzte. Sogenannte „Grundkurse“, deren erfolgreiches Absolvieren die Voraussetzung für das Führen des Titels „Castillo-Morales-Therapeut“ sind, gibt es in Deutschland seit 1997, zunächst unter der Führung von Castillo Morales, später unter der Verantwortung der Castillo-Morales-Vereinigung. Diese hält seit 2011 die Namensrechte in Form eines Gebrauchsmusterschutzes.